# Avenue Joseph-Le Brix
L'avenue Joseph-Le Brix est une voie de Toulouse, chef-lieu de la région Occitanie, dans le Midi de la France.

## Situation et accès

### Description
L'avenue Joseph-Le Brix est une voie publique. Elle traverse le quartier de la Roseraie, dans le secteur 4 - Est.
La chaussée compte une voie de circulation automobile dans chaque sens. Elle appartient à une zone 30 et la vitesse y est limitée à 30 km/h. Il n'existe pas d'aménagement cyclable.

### Voies rencontrées
L'avenue Joseph-Le Brix rencontre les voies suivantes, dans l'ordre des numéros croissants (« g » indique que la rue se situe à gauche, « d » à droite) :
1. Rue des Myosotis (g)
2. Avenue du Président-Gaston-Doumergue (d)
3. Rue de la Côte-d'Or (g)
4. Rue du Coustou (d)
5. Rue des Coquelicots (g)
6. Rue des Pâquerettes (g)
7. Rue des Bleuets (g)
8. Rue des Panoramas (d)
9. Avenue de Lavaur

## Odonymie

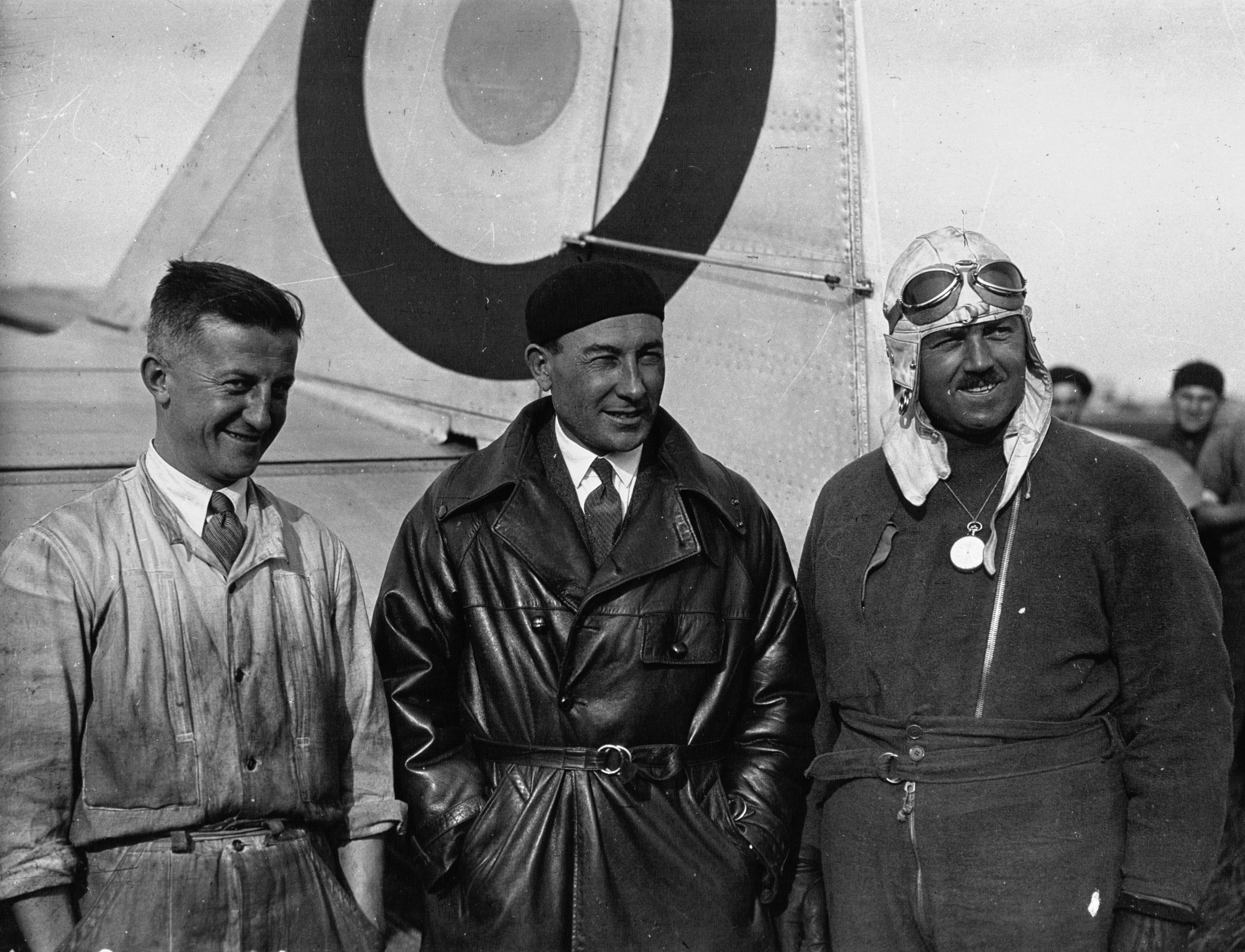
René Mesmin, Joseph Le Brix et Marcel Doret en 1931 (agence de presse Meurisse, BnF).

La rue a reçu le nom de Joseph Le Brix (1899-1931), officier de marine et aviateur. Entre 1927 et 1928, il fait avec Dieudonné Costes le premier tour du monde aérien avec escale, à bord d'un Breguet 19. En 1931, financé par le milliardaire François Coty, il forme un équipage avec René Mesmin et Marcel Doret sur un Dewoitine D.33. Le 12 septembre, alors qu'il survole l'Oural, le moteur cale : Joseph Le Brix et René Mesmin meurent dans l'accident. Les obsèques nationales ont lieu à la cathédrale Notre-Dame de Paris, le 25 septembre 1931.
L'avenue a toujours perdu ce nom : la décision en est prise en 1933. Il est remarquable qu'elle se prolonge au sud-est par l'avenue Marcel-Doret.

## Histoire
Le 28 juin 1944, sept jeunes résistants de l'Armée secrète – Henri Hilaire, Bernard Méric, René Vaïsse, Raymond Verdier, Roland Vidal (dit « Moto »), Pierre Coupeau et René Peter –, pour la plupart ouvriers à la Société nationale des constructions aéronautiques du Sud-Est (SNCASE), viennent récupérer des armes dans la cave d'une maison de l'avenue (actuel no 22). C'est un piège tendu par la police allemande et ils sont immédiatement abattus – ils sont connus comme les « martyrs de la Roseraie »,.

## Patrimoine et lieux d'intérêt

### Lotissement de la S.I.T.E.E.V.
Le lotissement est créé le 1er décembre 1930 par la Société immobilière toulousaine pour l'extension et l'embellissement de la ville (S.I.T.E.E.V.), constituée pour l'aménagement des nouveaux quartiers de la Roseraie et de Jolimont. Le premier est délimité par la rue de Caumont et le chemin des Argoulets à l'est, l'avenue de Lavaur au sud, l'avenue Joseph-Le Brix et le chemin Michoun à l'ouest, l'avenue de la Roseraie, la rue Théodore-Lenotre et la route d'Agde au nord.

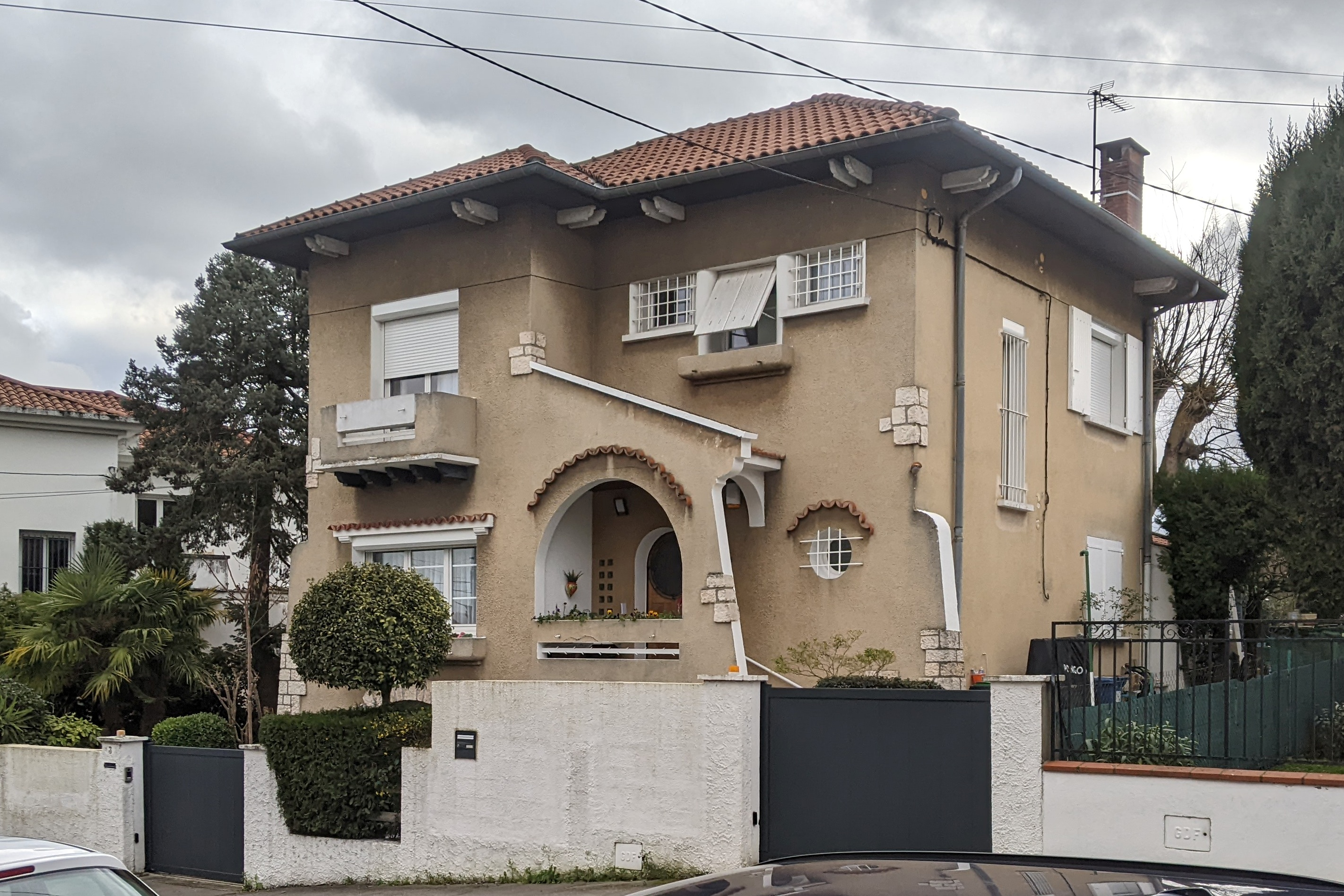
no 3 : maison.

- no  3 : maison (1939)[6].
- no  8 : maison (vers 1930)[7].
- no  10 : maison (vers 1930)[8].
- no  24-24 bis : maison Toulze (1937)[9].

### Cité familiale de la Roseraie
La cité familiale de la Roseraie est créée en 1935 par la société de l'Épargne le long de la rue des Pâquerettes. Le plan des maisons en est confié aux frères Antonin et Pierre Thuriès.
- no  19 : maison (1935, Antonin et Pierre Thuriès)[10].
- no  21 : maison (deuxième moitié du XXe siècle)[11].

### Maisons
- no  12 : maison (deuxième moitié du XXe siècle)[12].
- no  28 : maison californienne (1964-1966, Pierre Lafitte)[13].